# Nissan R390

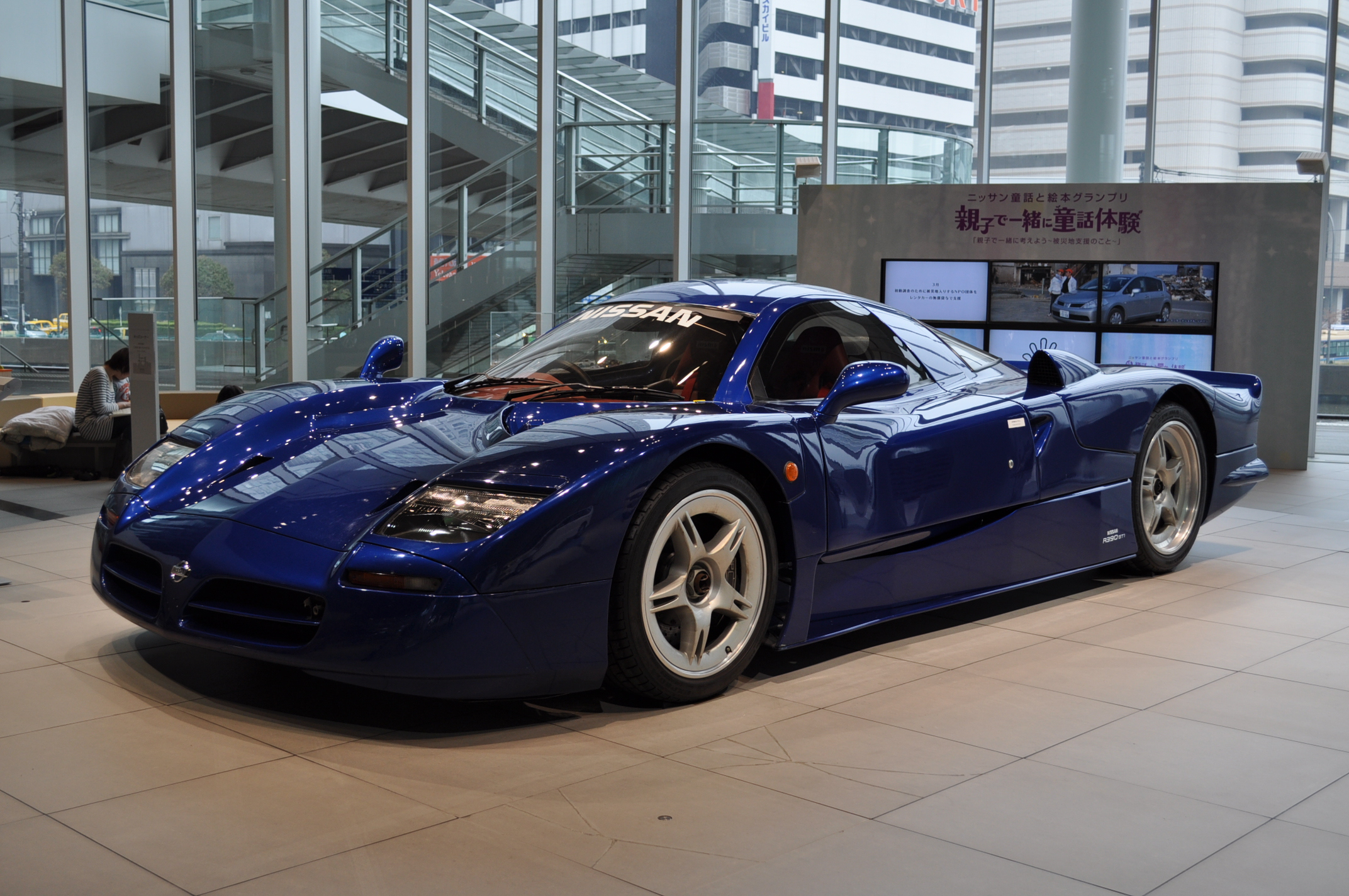
Nissan R390 GT

Nissan R390 é um superesportivo da Nissan, que foi construído inicialmente para a corrida de Le Mans na classe GT1, mas por exigência dos organizadores, a nissan teve que produzir a versão para as ruas do R390 nos modelos de 1997 e de 1998, a versão de 98 trazia alguns retoques na carroceira e uma reestilização no interior, nenhuma mudança radical.

## Especificações Técnicas

### Motor
V8, 8 cilindros, 3.5litros (3.496 cm3), traseiro longitudinal, 32 válvulas (quatro por cilindro), injeção multiponto, gasolina, duplo comando no cabeçote (DOHC). Aproximadamente 620-680 cv.

### Carroceria
- Peso: 1029 kg.
- Comprimento: 4719 mm.
- Largura: 1999 mm.
- Altura: 1140 mm.
- Porta-Malas: N/A.
- Tração: Traseira.
- Câmbio: Manual 6 marchas.

### Freios
Discos ventilados nas quatro rodas.